# تریبالی

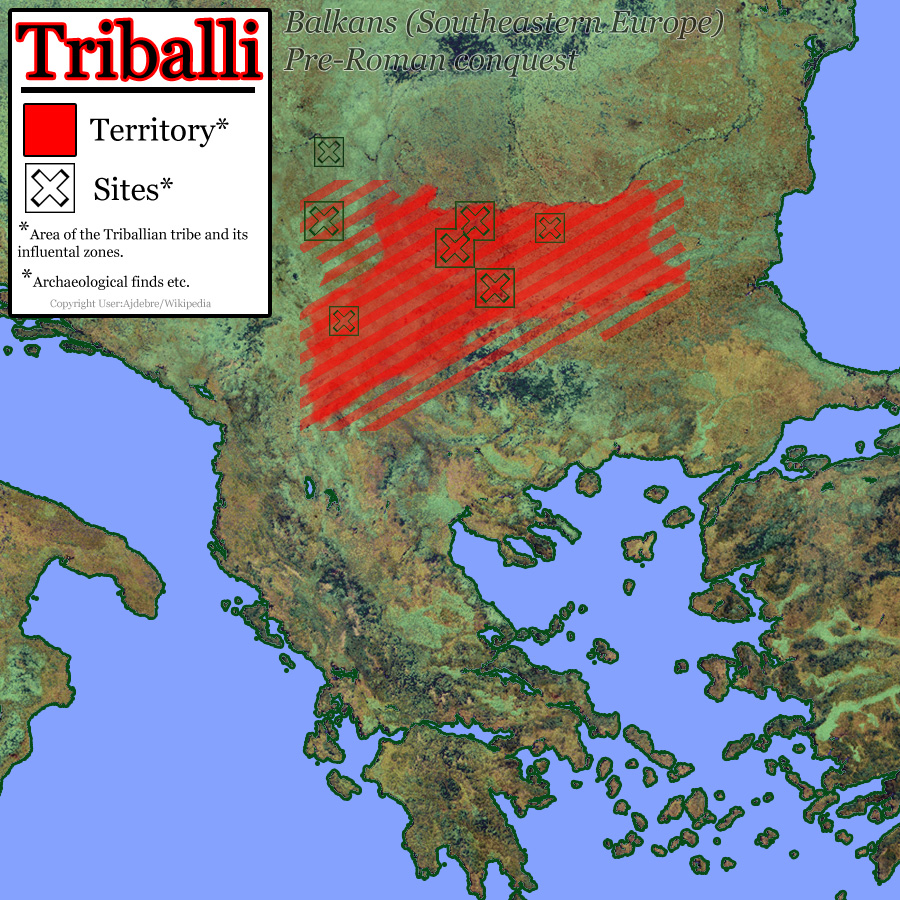
محدودهٔ تقریبی قلمرو تریبالی

تریبالی قببله‌ای باستانی بود که محدودهٔ تقریبی قلمروش در اطراف دشت‌های جنوبی صربستان امروزی و دشت‌های غربی بلغارستان امروزی واقع بوده‌است. قلمرو اینان حول و حوش رودهای انگروس و برونگوس (موراوای جنوبی و غربی) و نیز رود ایسکار بوده و مرکز آن تقریباً بر روی مرز صربستان و بلغارستان جای می‌گرفته‌است.
تریبالی قبیله‌ای از تراکیان بود که از سلت‌ها، سکاها، و ایلیری‌ها تأثیر پذیرفتند.